# DNN
DNN, voorheen DotNetNuke, is een opensource-contentmanagementsysteem voor het ASP.NET-framework. DNN was tot en met versie 5 geschreven in VB.NET, waarna vanaf versie 6 overgestapt werd naar C#. Het is volledig uitbreidbaar en aanpasbaar met behulp van skins, modules en providers en wordt gebruikt om snel en eenvoudig dynamische websites te creëren, bijvoorbeeld ten behoeve van een webgemeenschap. Doordat DNN geschreven is in ASP.NET werkt het CMS enkel op Windows.

## Introductie
DNN was oorspronkelijk gebaseerd op het IBuySpy Webportaal, dat door Microsoft werd uitgebracht als een voorbeeldapplicatie voor het .NET Framework. Het is uitgebreid en verder ontwikkeld en is nu in de vijfde versie beschikbaar. Versies 4.x vereisten versie 2.0 van het .NET Framework. DNN 5.0 en hoger draaien op versie 3.5 van het .NET Framework. Eerdere versies 3.x werken onder ASP.NET 1.1. Vanaf versie 5.4 wordt ook .NET framework 4.0 ondersteund.
Met een enkele DNN-installatie kunnen gelijktijdig meerdere websites gecreëerd en onderhouden worden, elk met een eigen grafisch ontwerp en opmaak (look and feel) en een eigen gebruikersgemeenschap. De versies 3.x tot 4.x ondersteunen meertaligheid door middel van zogenaamde taalpakketten, die zelfs vanaf versie 5.0 in teamverband onderhouden kunnen worden.
De naam DotNetNuke verwijst zowel naar .NET als naar verschillende populaire reeds bestaande frameworks, zoals PHP-Nuke and PostNuke.
Een handelsmerkregistratie voor de naam DotNetNuke, ingediend door Perpetual Motion Interactive Systems Inc., werd goedgekeurd op 15 november 2004 (TMA 625.364). Shaun Walker, directeur van Perpetual Motion Interactive Systems Inc., is de bedenker en beheerder van DotNetNuke.

## Uitbreidbaarheid
DNN beschikt over een basisframework dat uitgebreid kan worden met behulp van inplugbare modules en providers die nieuwe functionaliteit toevoegen; het grafisch ontwerp en de opmaak (look and feel) van de verschillende websites kan worden aangepast en op maat gemaakt met behulp van zogenaamde skins.

### Modules
Een twintigtal basismodules is onderdeel van het standaard-DNN-installatiepakket. Meerdere modules zijn daarnaast te downloaden van de website van DNN. Het betreft onder andere een e-commercemodule, een fotogalerie, een blogmodule, een forummodule en een wikimodule. Daarnaast worden modules ontwikkeld en aangeboden door zowel de opensourcegemeenschap als door ontwikkelaars en softwarebedrijven op zowel commerciële als niet-commerciële basis.
Modules worden automatisch geïnstalleerd door ze eenvoudig te uploaden via de administratiepagina's van het webportaal.

### Skins
DNN beschikt over de mogelijkheid om te kiezen uit thema's (skins), waarmee een duidelijke scheiding tussen ontwerp en inhoud gemaakt kan worden. Dit stelt de grafisch ontwerper in staat een skin te ontwikkelen zonder specialistische kennis van programmeren in ASP.NET: alleen kennis van HTML en begrip van hoe een skin te creëren en als pakket aan te bieden, is vereist. Een skin bestaan uit HTML-bestanden met daarin tekstaanduidingen voor de locatie van inhoud, menu's en andere functionaliteit, eventuele aanvullende bestanden zoals plaatjes en foto's, stijlbladen of JavaScriptbestanden. Deze bestanden worden tezamen ingepakt tot een zipbestand.
Evenals modules worden skins automatisch geïnstalleerd door ze te uploaden via de administratiepagina's van het webportaal.